# Jefferson megye (Nyugat-Virginia)
Jefferson megye az Amerikai Egyesült Államokban, azon belül Nyugat-Virginia államban található. Megyeszékhelye és legnagyobb városa Charles Town. Lakosainak száma 57 701 fő (2020. április 1.). Jefferson megye Loudoun, Washington, Clarke, Berkeley és Frederick megyékkel határos.

## Népesség
A megye népességének változása:
| Lakosok száma | 53 641 | 54 329 | 54 558 | 55 073 | 56 482 | 57 701 |
|               | 2010   | 2011   | 2012   | 2013   | 2015   | 2020   |